# کوین رینولدز (کارگردان)
کوین رینولدز (انگلیسی: Kevin Reynolds؛ زادهٔ ۱۷ ژانویهٔ ۱۹۵۲) یک کارگردان اهل ایالات متحده آمریکا است.

## فیلم‌شناسی
- سپیده‌دم سرخ (۱۹۸۴)
- فانداگو (۱۹۸۵)
- هیولا (۱۹۸۸)
- رابین هود: شاهزادهٔ دزدان (۱۹۹۱)
- راپا نوئی (۱۹۹۴)
- دنیای آب (۱۹۹۵)
- یک هشت هفت (۱۹۹۷)
- کنت مونت کریستو (۲۰۰۲)
- تریستان و ایزولد (۲۰۰۶)
- خانواده هتفیلد و مک‌کوی (۲۰۱۲)
- برخاسته (۲۰۱۶)